# Pierre Auguste Victor Mutel
Pierre Auguste Victor Mutel (25 de octubre de 1795 - 30 de marzo de 1847) fue un militar, botánico y pteridólogo francés.
En 1813 comienza con sus estudios en el Politécnico de su ciudad natal, y se enrola para seguir la carrera militar en artillería. Será trasladado a Estrasburgo, Auxerre, y a Grenoble de 1822 a 1831.
En el prefacio de la flora del Delfinado). dirá 

"fue en 1823, poco después de mi arribo a Grenoble, que comencé a recoger algunas plantas durante mis paseos, inspirándome de a poco en el deseo de ir conociendo y tomarle el gusto por la botánica. En los años siguientes entre en su conocimiento con la Srta de Miribel y Crépin, visitando con ellas muchas ricas localidades"

.
Mutel estuvo en Bône y en Argelia, de 1832 a 1833, herborizando. Finalizó su carrera como gobernador militar en el Havre, y falleciendo allí, enfermo a los 52 años.

## Algunas publicaciones
- - 1835. Observations sur les espèces du genre Ophrys recueillies à Bône.[4])
- - 1838. Premier mémoire sur les orchidées. París,[5]
- - Observations sur les espèces du genre Ophrys, [S.l.]
- - 1842. Mémoire sur plusieurs Orchidées nouvelles ou peu connues avec des observations sur les caractères génériques, París

Fue autor además de numerosas obras de Aritmética y de Geometría:
- - 1827. Cours d'arithmétique à l'usage des aspirans à l'École polytechnique. París (2.ª ed. : 1829, 3.ª ed. : 1832, 5.ª ed. : 1838, 7.ª ed. : 1839, 8.ª ed. : 1840, 11.ª ed. : 1843)
- - 1831. Cours de géométrie et de trigonométrie, à l'usage des aspirans à l'École polytechnique, et des écoles d'artillerie et de marine. Lyon (7.ª ed. : 1845, 8.ª ed. : 1846)
- - 1837. Cours de cosmographie, rédigé selon le programme de l'Université. París (3.ª ed. : 1845)
- - 1839. Cours d'algèbre, à l'usage des aspirants à l'École polytechnique et des écoles d'artillerie et de marine. París (2.ª ed. : 1843)
- - 1840. Eléments d'astronomie, ou Cosmographie à l'usage des écoles primaires. París (2.ª ed. : 1843)
- - 1841. Système de l'univers, ou Études sur l'astronomie, 2.ª partie. Complément du Cours de cosmographie. París
- - 1841. Traité élémentaire d'astronomie à l'usage des gens du monde, d'après l'ordre suivi par M. Arago. 2.ª ed., París
- - 1843. Cours de statique, à l'usage des aspirants à l'École polytechnique, et des écoles d'artillerie et de marine. París

Y también de varias floras de referencia :
- - 1830. Flore du Dauphiné ou description succincte des plantes croissant naturellement en Dauphiné ou cultivées pour l'usage de l'homme et des animaux. Précis de Botanique, de l'analyse des genres et de leur tableau d'après le système de Linné. Grenoble, Prudhomme.
- - 1834 - 1838. Flore française destinée aux Herborisations. 4 vols. París, Estrasburgo, Levrault.
- - Eléments de Botanique enrichis de cinq planches renfermant le détail des divers organes des végétaux. 2.ª ed. enteramente refundida, Grenoble, Prudhomme, 1847, iv + 158 pp., 5 planchas. 3.ª ed. aparecida en 1857: Grenoble, Prudhomme, 1857, in-16.º, 216 pp.

- La abreviatura «Mutel» se emplea para indicar a Pierre Auguste Victor Mutel como autoridad en la descripción y clasificación científica de los vegetales.[6]